# Gregorio Palamas
Gregorio Palamàs (in greco bizantino: Γρηγόριος Παλαμάς, Grigòrios Palamàs; Costantinopoli, 1296 – Tessalonica, 14 novembre 1359) è stato un monaco cristiano e arcivescovo ortodosso bizantino.
Monaco del Monte Athos, teologo e mistico, divenne arcivescovo di Tessalonica. È conosciuto come un eminente esponente della teologia esicasta e alcune delle sue opere sono raccolte nella Filocalia. Venerato come santo dalla Chiesa ortodossa (nella cui liturgia la seconda domenica di Quaresima è appunto chiamata Domenica di Gregorio Palamas), è commemorato liturgicamente nella Chiesa Cattolica Melkita e nelle Chiese Cattoliche Orientali di rito bizantino in comunione con Roma. La sua festa cade il 14 novembre.

## Biografia
Di nobili origini, il padre Costantino era membro della corte bizantina e senatore. Il padre, su esempio monastico, praticava la preghiera esicasta anche nel corso del proprio lavoro. Purtroppo morì assai presto, quando Gregorio aveva appena sette anni. Gregorio, pur in tenera età, fu avvicinato dai genitori all'ambiente monastico, a maestri e padri spirituali, e questa sua prima formazione pose le basi per tutta la sua vita futura.
Fu avviato agli studi di retorica e filosofia presso il filosofo Teodoro Metochita, con ottimi risultati che gli aprivano una sicura carriera nell'amministrazione imperiale. Tuttavia, egli sentiva che la sua vita poteva trovare una pienezza adeguata a quanto cercava solo in ambiente monastico e, verso il 1316, decise di abbandonare il secolo risolvendo in un modo tutto medioevale e bizantino gli ostacoli familiari che gli si presentavano: propose alla madre, alle due sorelle, ai due fratelli e alla servitù di entrare in monastero. Così, si ritirò sul Monte Athos ed ebbe come primo maestro spirituale Teolepto (1250-1324/25), che in seguito fu metropolita di Filadelfia. Fu molto influenzato da questo maestro che lo introdusse alla pratica della Preghiera del Cuore.
Oramai ventenne, si spostò presso un monastero del monte Papikion in Macedonia, dove visse come monaco. In quei luoghi esisteva una comunità monastica di messaliani con cui ebbe contatti e dove riuscì a convertire alcuni di loro. Nel 1317, assieme a due suoi fratelli, ritornò sulla "Santa Montagna", dapprima sotto la guida dell'anacoreta esicasta Nicodemo, poi presso la Grande Lavra, in seguito presso la comunità eremitica chiamata Glossia, dove si trovavano Gregorio Sinaita e Callisto (quest'ultimo diverrà in seguito patriarca di Costantinopoli). Nel 1325 abbandonò la penisola atonita a causa delle razzie dei pirati. Egli avrebbe voluto trasferirsi a Gerusalemme, ma il suo viaggio finì a Tessalonica, dove nel 1326 venne ordinato sacerdote.
Dopo vari trasferimenti in monasteri greci nel 1331 tornò al Monte Athos, nella skiti di San Sabba, presso la Grande Lavra. Qui scrisse la sua prima opera. Fu per un breve periodo igumeno del monastero di Esphigmenou, che ai tempi contava una comunità di duecento monaci. Nel 1335, mentre si accendeva la "controversia esicasta" con Barlaam di Calabria, tornò alla skiti di San Sabba. Nel 1342 durante un viaggio a Costantinopoli venne arrestato e sottoposto a un processo, in cui venne condannato per i suoi scritti. Rimase nelle prigioni imperiali per quattro anni. Durante la prigionia scrisse molte delle sue opere. Nel 1347 venne convocato un sinodo dall'imperatrice Anna, in cui le idee di Barlaam e di altri filosofi vennero condannate, mentre Gregorio venne riabilitato. In quello stesso anno Gregorio venne consacrato metropolita di Tessalonica. Riuscì a insediarsi nella città di Tessalonica solo alla fine del 1350 o agli inizi dell'anno successivo, dopo che terminarono i moti insurrezionali fomentati dagli zeloti di Tessalonica, una specie di partito indipendentista del tempo nelle cui file militavano pure monaci. La polemica attorno alle teorie del filosofo non si spense e nel 1351 venne indetto un altro sinodo che riaffermò l'ortodossia delle idee palamite.
La Chiesa bizantina, a partire dal 1352, incluse nel Synodikon le espressioni teologiche palamite. In seguito fu fatto prigioniero per un anno dai turchi e, su pagamento di un riscatto pagato dai serbi, venne rilasciato. Nel 1355 fece ritorno a Tessalonica, dove rimase fino alla morte. Venne sepolto nella cattedrale della città. Alla sua canonizzazione nel 1368 il corpo venne traslato nella chiesa a lui dedicata. Oggi il corpo, continuamente venerato, si conserva nella chiesa "san Gregorio Palamas", vicino agli uffici della Metropoli di Tessalonica.

## Le linee generali del pensiero di Gregorio Palamas
Gregorio Palamas non ha mai voluto essere considerato un pensatore, un filosofo o un teologo in senso accademico. Per lui la cultura ha una sua funzione ma la pratica cristiana e la visione di Dio è qualcosa di assolutamente superiore. Gregorio scrive: 

Egli si scusa quando dice che avrebbe potuto scrivere in modo retorico e stupire i suoi ascoltatori ma, invece, ha ritenuto opportuno evitare tutto ciò. Con la cultura il santo ha un rapporto particolare: 

Esiste tutta una scuola che ama leggere nei Padri della Chiesa, e di conseguenza anche in Palamas, influenze filosofiche. Gregorio fu un grande estimatore di Dionigi l'Areopagita. È facile, dunque, attribuirgli un pensiero neoplatonico. È importante sottolineare, tuttavia, che, per quanto si possano trovare elementi o termini di origine filosofica, Gregorio come tutti i Padri aveva preso le distanze dalla filosofia, costruendo con i suoi termini un edificio totalmente differente. Non dissimilmente dai Padri egli scrive: 
La cesura dalla filosofia e dalla cultura, intese come lontananza dalla pratica cristiana, spiega la sua ritrosia a scrivere e a pubblicizzare le sue conoscenze. Egli iniziò a comporre le sue opere solo quando ne fu costretto. Il suo pensiero, dunque, lo si desume dai suoi scritti nati per difendere il monachesimo e le pratiche di orazione dei monaci atoniti. Palamas, dunque, inizia a scrivere solo per controbattere le opinioni di un monaco-filosofo da poco giunto a Costantinopoli: Barlaam di Calabria.
Barlaam giunse a Costantinopoli apparentemente per motivi di fede, ritenendo che i greci avevano conservato una purezza cristiana persa dai latini. Uno dei suoi primi trattati, infatti, riguarda proprio la difesa di alcune posizioni di fede greche. Appena giunto nella capitale imperiale iniziò a insegnare filosofia ricevendo attenzione e plauso di un'élite che stava riscoprendo i classici greci. Giunto alle sue orecchie che alcuni monaci facevano strane pratiche d'orazione nel Monte Athos, volle recarvisi per scoprire di cosa si trattava. Nell'Athos, probabilmente, ricevette una pessima spiegazione riguardo a tali pratiche e ne fu scandalizzato. Fece ritorno a Costantinopoli col fermo proposito di denunciare come demoniaco quanto aveva visto. Iniziò subito a diffondere le sue opinioni attirandosi l'attenzione di Palamas.
Il santo dapprincipio fu mite e consigliò al suo interlocutore di limitarsi alla sola filosofia, evitando d'invadere un campo che non era di sua competenza. Barlaam non desistette e, con argomentazioni filosofiche, ripropose le medesime accuse in modo ancor più incisivo e convinto. Solo allora la polemica s'infiammò.
La polemica tra Barlaam e Palamas ha un interesse che supera di molto il contrasto d'idee tra i due personaggi. Barlaam si può in un certo senso considerare un umanista, il rappresentante di una nuova sensibilità, di un modo nuovo d'osservare il mondo e le idee religiose. Come tale, egli dava un notevole peso alla filosofia neoplatonica (nella quale leggeva in modo particolare lo Pseudo-Dionigi l'Areopagita). Barlaam traccia una netta distinzione tra il regno increato (Dio) e la mente umana in quanto tale. Egli formula una specie di "agnosticismo" per quanto riguarda la realtà divina in se stessa. Ad esempio, siccome per lui, in definitiva, il regno di Dio è inaccessibile all'uomo, non ha senso alcuno il contrasto dogmatico tra Oriente ed Occidente sul Filioque. Nel campo della conoscenza secolare, pone Platone e Aristotele al più alto livello, al pari della Bibbia e dei Padri della Chiesa per la teologia. Per Barlaam è possibile «conoscere Dio solo attraverso il mondo creato mentre le affermazioni negative su Dio, espresse dallo Pseudo Dionigi, servono unicamente a determinare ciò che Dio non è». Il Calabro reputava che, alla fine, lo studio e l'apprendimento fossero più importanti della preghiera e della contemplazione. Coerentemente con ciò, riteneva una perdita di tempo sottratto allo studio lo stile di vita dei monaci atoniti, completamente incentrato sull'orazione esicasta, ossia su quella preghiera che, includendo particolari tecniche, era fatta nella quiete o "esichìa". Baralaam ridicolizzò i monaci esicasti definendoli "omphalompsychoi", ossia persone che situavano la presenza dell'anima nell'ombelico. Barlaam si oppose agli esicasti, accusandoli d'essere messaliani e cioè di pretendere di vedere l'Essenza Divina con gli occhi del corpo, cosa negata persino da Platone.
Gregorio iniziò col difendere l'esicasmo e passò, in seguito, a ribadire che i profeti hanno un grado di conoscenza del divino che non si può minimamente paragonare a quello di un filosofo, giacché solo i profeti potevano realmente vederLo e sentirLo nel proprio cuore mentre il filosofo Lo poteva solo congetturare. Ciò che l'uomo poteva vedere di Dio non era il Dio in se stesso (la sua sostanza) ma i suoi effetti. Inoltre, l'uomo non può risalire a Dio dalla realtà creata poiché non vi è alcun paragone tra il creato e l'increato (il regno di Dio) (È qui la differente lettura che Palamas e la tradizione orientale hanno dello Pseudo-Dionigi). Non è possibile instaurare tra i due alcun genere d'analogia. Nonostante ciò l'uomo, per grazia, è in grado d'avere esperienza dell'increato e di entrare in comunione con Dio che gli si rivela. Nel sistema palamita è escluso alla radice l'"agnosticismo" barlaamita.
Nelle seguenti parole di Palamas, in risposta a Barlaam, notiamo la sintesi di alcune sue posizioni che lo oppongono a Barlaam:
Queste parole mostrano la profonda differenza nella formazione dei due uomini: il primo, il filosofo Barlaam, aveva grande fiducia nella ragione, che poteva risalire a Dio dalle realtà create. Il secondo, Gregorio, ravvisava nella ragione dei limiti quando si trattava di parlare di Dio, dal momento che Egli è oltre tutto il concepibile e l'umanamente immaginabile. Il primo riteneva utile coinvolgere tutti, il secondo comprendeva che certi argomenti hanno bisogno di prudenza e di profonda formazione spirituale per essere abbordati. Il primo creava una distanza tra il mondo dei laici e quello dei monaci, quasi che questi ultimi fossero il retaggio di un'epoca oramai sorpassata. Il secondo non faceva alcuna differenza tra i due, dal momento che i monaci altro non sono che dei laici i quali vivono radicalmente le esigenze battesimali.
In merito alla questione della possibilità da parte dell'uomo di maturare la conoscenza del Dio trascendente e sostanzialmente inconoscibile, Gregorio distinse fra il conoscere Dio nella sua essenza (in greco ousia) e il conoscere Dio nelle sue "energie" (in greco energeiai), che si possono tradurre con "effetti", "manifestazioni" o "attività", per sgombrare il campo da equivoci che le moderne connotazioni esoteriche della parola "energie" possono addurre. Gregorio mantenne la convinzione che fosse impossibile conoscere Dio nella sua essenza (chi sia Dio in e per se stesso), ma mostrò la possibilità di conoscerlo nelle sue "energie" (conoscere che cosa Dio faccia e chi Egli sia in relazione alla creazione e all'uomo), dal momento che Dio si è rivelato nel Figlio suo. Nelle sue argomentazioni Gregorio si rifece ai Padri della Chiesa che lo precedettero, in particolare ai Padri Cappadoci al punto che, per alcuni, compie una geniale sintesi di tutto il pensiero patristico fino ad allora.
Le idee barlaamite furono definitivamente rigettate in due sinodi: uno del giugno e l'altro dell'agosto 1341, entrambi tenuti a Costantinopoli. In seguito alla sua condanna, il Calabro tornò in Italia, fu fatto vescovo di Gerace dal papa e, in seguito, ambasciatore papale a Costantinopoli per preparare un'unione tra la Chiesa greca e quella romana. Le trattative fallirono. Per breve tempo fu pure maestro di greco del Petrarca.
Gregorio, terminata la polemica con Barlaam, dovette confrontarsi con il monaco Gregorio Acindino e con Niceforo Gregora. Per comprendere qualcosa di più su queste polemiche, si deve aggiungere che a Costantinopoli le posizioni teologiche avevano anche un risvolto politico, coinvolgendo alti dignitari di corte e l'imperatore stesso. Questo spiega pure la complessità e la durata delle stesse.
Acindino, già amico di Palamas, non riusciva a tollerare alcuni passi del pensiero palamita, ritenendoli in aperto contrasto con la tradizione dei Padri. Per lui, la teologia palamita aveva delle pericolose innovazioni, dal momento che spiegava i termini di essenza ed energie come se in Dio esistesse una divinità superiore e una divinità inferiore. Per Acindino quest'innovazione del linguaggio teologico cozzava contro la tradizione e poteva far credere all'esistenza di una molteplicità di dei. D'altra parte, Acindino poteva considerarsi una sorta di "tradizionalista" ante litteram: aveva un ossequio puramente statico degli scritti patristici, laddove Palamas sapeva interpretarli con nuovo linguaggio rimanendo fedele alle loro asserzioni. Bisogna precisare, a tal proposito, che Gregorio Palamas, parlando di "divinità superiore" e "divinità inferiore" mutuava tali espressioni dal Corpus areopagitico. «Questa distinzione dev'essere intesa nel senso che Colui che si manifesta precede e rimane superiore alla sua stessa manifestazione».
Il santo rispose alle polemiche di questi due avversari con la composizione di lunghe ed elaborate opere.
Esaminiamo di seguito alcuni punti emergenti del pensiero di san Gregorio: la mistica, l'antropologia, la teologia, e l'ecclesiologia. Alla fine vi sarà un breve scritto sugli studi relativi a Palamas.

## La mistica
Il pensiero teologico di Gregorio Palamas è intimamente connesso con l'esperienza cristiana e, quindi, con la mistica. La sua non è teoria o semplice filosofia né, tantomeno, un pensiero di matrice "neoplatonico" come sostengono alcuni. Tra il neoplatonismo e Palamas c'è un abisso. Palamas è categorico: solo l'uomo spirituale può essere il trasmettitore di una tradizione spirituale che ha profondi legami con la tradizione dogmatica e ad essa rimanda costantemente. Un uomo che, sulla base della pura logica, presume di farlo conduce fuori strada. Costui viene definito “psichico”, ossia intellettuale. Gregorio ne ha chiara coscienza: 
Confrontandosi con Barlaam, Palamas si muove con questa precisa prospettiva: parte sempre dall'esperienza spirituale. Ed è perciò che egli difende la possibilità per i monaci di esperire la presenza di Dio sotto forma di luce non creata che, in realtà, è l'energia della Grazia divina. A tal proposito si rifà al famoso passo della trasfigurazione in cui i discepoli Pietro, Giacomo e Giovanni, vedendo personalmente la trasfigurazione di Gesù sul monte Tabor, hanno visto effettivamente la luce increata di Dio. Anche altri in certe condizioni possono pervenire alla visione della medesima luce increata. Questa "fotofania", sempre dono gratuito di Dio, richiede la pratica dell'ascetismo monastico nell'esichìa (tranquillità) e nella continua preghiera del cuore. Nel loro percorso di ascesi tutti gli uomini passano attraverso tre stadi: la purificazione, l'illuminazione e la divinizzazione. Questi stadi si raggiungono nell'armoniosa collaborazione dell'uomo con la grazia, senza alcun automatismo o meccanicismo. La deificazione, ossia lo stadio supremo, comporta la comunione completa dell'uomo con Dio e la rivelazione di Dio all'uomo stesso già su questa terra, seppur in modo non permanente.
È necessario osservare che i detrattori di Palamas non sempre erano contrari alla sua mistica. Acindino e Palamas ebbero, infatti, lo stesso maestro esicasta: Theolopto di Filadelfia. Quello che li separava era, piuttosto, il modo innovativo con cui Palamas riuscì a descrivere l'esperienza mistica. In questo senso fu un innovatore, pur mantenendosi fedele a tutta la tradizione che lo precedette.
Il misticismo di Gregorio Palamas non fu considerato in Occidente, a causa dei suoi presupposti teologici (energie e sostanza in Dio) che, si pensava, minassero e negassero radicalmente la semplicità divina per cui Dio non può essere che pura sostanza e non avere divisione alcuna in sé. In questo senso, c'è una differenza difficilmente sanabile tra i presupposti del pensiero agostiniano-tomista e quelli di Gregorio Palamas. Rinveniamo queste difficoltà d'integrazione in uno studioso cattolico della prima metà del XX secolo: Martin Jugie. Se il Jugie ha avuto il merito d'aver introdotto Palamas alla conoscenza del mondo occidentale, ha il limite d'averlo voluto leggere in un'ottica riduttiva con la quale l'ha severamente criticato.

## L'antropologia
Gregorio Palamas non ha fatto dei trattati sistematici di teologia, divisi per temi specifici. Quando si trovava davanti ad un problema urgente in cui era richiesta la sua risposta, componeva degli scritti. In questo modo, per risalire alla sua visione dell'uomo, all'antropologia, siamo costretti ad esaminare l'insieme dei suoi scritti. Per Palamas, l'uomo è una realtà composta di realtà materiali (il corpo) e di realtà spirituali (l'anima e lo spirito). La sua antropologia è strettamente biblica e patristica. Tuttavia, egli quando mostra che l'uomo è fatto per Dio, indica precisamente che ogni sua parte e realtà possono deificarsi, corpo compreso. Palamas afferma a tal proposito: 
L'uomo non può giungere a Dio con il pensiero razionale (la cosiddetta "dianoia") ed è per questo che Palamas si oppone a Barlaam. Tuttavia, l'uomo può intuire la presenza divina con la parte più elevata della sua intelligenza intuitiva (il cosiddetto "nous"). Il "nous" è una specie di "occhio spirituale" che dev'essere purificato per potersi accostare al divino, intravvederlo e goderne. Il "nous", o intelletto spirituale, dopo essersi staccato da tutti i legami che lo ottenebrano (le passioni e gli attaccamenti mondani) viene calato nel cuore, ossia nella realtà più intima dell'uomo ed è lì che, nella grazia divina, viene deificato e risplende. La preghiera esicasta ha un ruolo importante in questa discesa del "nous" nel cuore. Risplendendo l'occhio interiore, anche tutto il corpo si trova nella luce. In questo senso i monaci esicasti interpretano il famoso versetto del salmo in cui il salmista dice: «E alla tua luce, vediamo la luce» (Sl 35,10).
(Dumitru Staniloae)
Il santo atonita ha un'antropologia particolarmente dinamica: ha un aspetto legato all'immagine di Cristo, nuovo uomo, e un aspetto trinitario. Riguardo a quest'ultimo, «alla luce della Rivelazione», la natura umana è «natura trinitaria dopo la suprema Trinità, poiché al di sopra di tutte, è fatta a sua immagine, composta da un intelletto (nous), dalla parola (logos) e dallo spirito (pneuma)». Questo è l'ordine che deve conservare. È in questo che consiste la "bellezza" propria all'uomo preservata «attraverso la fede, la propensione e la disposizione a Lui».
L'antropologia palamita, riprendendo i percorsi classici ascetici dei padri del deserto, è animata da un profondo ottimismo, dal momento che all'uomo è data la possibilità d'essere ontologicamente dio, nella sua Grazia. Palamas riporta, adattandolo ai suoi tempi, il famoso adagio di Atanasio d'Alessandria in base al quale «Dio si è fatto uomo perché l'uomo si facesse dio».
Questo genere di antropologia ottimista non è molto condiviso in chi si muove con presupposti filosofico-tomistici (qui, infatti, non si parla di "nous") ed è escluso nei presupposti del pensiero luterano (per i quali l'uomo può essere solo giustificato in quanto inguaribilmente peccatore e quindi distante da Dio).

## La teologia
Quanto su esposto ci indica che la teologia di Gregorio Palamas è essenzialmente di tipo monastico, dal momento che sottolinea in modo vigoroso la necessità dell'ascesi. Il teologo non è colui che scrive ma, prima di tutto, colui che vede, esperimenta, "patisce" la presenza divina nella sua persona. Diversamente non è teologo ma puro accademico. Per giungere alla teologia, quest'uomo deve passare attraverso la purificazione dei sensi ed è perciò che ascesi e teologia sono intimamente legate.
Palamas non sviluppa un discorso incentrato sui sacramenti e sulla vita cristiana attorno ad essi come farà, ad esempio, Nicola Cabasila, suo contemporaneo. L'arcivescovo di Tessalonica è, infatti, concentrato a salvaguardare le basi dell'esperienza cristiana che possono essere compromesse da una teologia razionalizzante, come ha ben mostrato lo studioso John Mayendorff. Questo punto necessita di una spiegazione, perché è proprio su questo particolare che si svilupperà una differente sensibilità religiosa tra Oriente ed Occidente cristiano.
Per Palamas la storia della salvezza è un processo in continua realizzazione: Dio opera in ogni istante nel mondo attraverso le sue divine energie. Sono le divine energie che mantengono il mondo in vita, agiscono nell'uomo, lo convertono e lo attraggono a Dio. All'interno di questo quadro generale si situa la vita sacramentale: il fedele nel momento in cui assume i sacramenti (o misteri) partecipa in modo particolare a quelle divine energie che pervadono la realtà. La vita che Dio infonde attraverso l'azione sacramentale procede da Lui stesso e quindi è un atto increato: “Tutte le cose che ci sono state date e concesse in grazia da Dio – dice Gregorio – non sono pari, né ciascuna di esse è una creatura”. Dio da' realmente se stesso, non un suo effetto creato, punto che lo divide dalla visione aristotelico-tomista. Inoltre, il misticismo palamita non è sganciato dalla Chiesa, come se fosse un'attività individualistica ma fa parte della storia della salvezza stabilita da Dio nella Chiesa. Il centro di questa storia è Dio stesso che infonde le sue energie all'intero cosmo.

Nella teologia odierna c'è la tendenza ad opporre la visione sacramentale di Cabasila a quella ascetico-mistica di Palamas, dal momento che Cabasila è facilmente integrabile nel pensiero classico cattolico. Una tendenza di tal genere la troviamo, ad esempio, negli scritti del vescovo francescano Yannis Spiteris. È vero che Cabasila non fa riferimento alla prospettiva palamita ma è pure vero che non vi si oppone apertamente. Questo tentativo di opporre due visioni teologiche tra loro è, dunque, artificiale, dal momento che la vita sacramentale non è esclusa da Palamas ma rientra in un quadro più generale. La discrezione con cui Palamas parla dei sacramenti, non lo trattiene da espressioni di questo genere: 
(Gregorio Palamas)

Ma è bene sottolineare che, per lui, i sacramenti non sono e non saranno mai dei fini ma puri mezzi per giungere a Dio. L'asceta che non ha la possibilità di accedervi frequentemente, può comunque purificare se stesso attraverso le "lacrime di penitenza". Palamas esorta il suo popolo nei termini seguenti: 
(Gregorio Palamas, Omelia IX)
(Gregorio Palamas, Omelia XXVIII)
La sua teologia, dunque, pone un accento tutto particolare sul bisogno di purificazione dell'uomo, attività previa e contemporanea a tutto il resto. Una vita sacramentale che prescinda da queste basi finirebbe per rinnegare se stessa. Sembra, perciò, che Palamas conoscesse le critiche che, in tal senso, esprimeva san Simeone il Nuovo teologo, proprio qualche secolo prima (XI sec.).
Un'altra caratteristica importante della teologia palamita è il suo carattere trinitario. Quando Gregorio parla di "energie divine" non prescinde dal fatto che Dio è un essere tripersonale e che dal Cristo si partecipa al Padre nello Spirito Santo. Quest'aspetto ben evidenziato dal teologo Amfilochio Radovic, è importante per non equivocare la teologia palamita come una sorta di emanazionismo plotiniano o di religiosità estremo-orientale.

## L'ecclesiologia
La Chiesa in Gregorio Palamas non è vista in modo legale né in modo puramente istituzionale. Per l'arcivescovo di Tessalonica la Chiesa è, prima di tutto, una realtà carismatica: la comunione dei santi divinizzati, come dice correttamente uno studioso di Palamas, Georgios Mazaridis. Essa non è tanto depositaria di un discorso sui dogmi ma di una verità che nasce da un'esperienza. Sganciare la verità dall'esperienza è molto pericoloso e snatura la realtà della Chiesa. In questo senso, Gregorio Palamas doveva aver ben presente quanto scriveva Niceta Stethatòs (XI sec.) per il quale: 

È solo considerando seriamente questa preminenza carismatica che siamo in grado di comprendere i termini apparentemente "anarchici" dell'ecclesiologia di Palamas: 
(Gregorio Palamas, Omelia XV)
Sempre la preminenza carismatica, che pone l'accento sull'esperienza, fa proclamare, ad esempio, la grazia sacramentale increata (mentre per il tomismo la grazia, pur soprannaturale, è definita "creata" coerentemente con i suoi presupposti filosofici). La Chiesa è veramente rappresentata da coloro che hanno esperito tale grazia.

È solo per questo, non per vana erudizione, che Gregorio ama citare le colonne della Chiesa: Dionigi Areopagita, Massimo il Confessore, Basilio Magno, Atanasio di Alessandria, Gregorio di Nissa e altri. Allora, scagliarsi contro i monaci (o ritenerli qualcosa di tutto sommato marginale o poco influente), per Gregorio, non è porsi contro un partito o una parte ma contro la Chiesa stessa poiché essi conservano, vivendolo, il deposito di fede di tutta la Chiesa. Il Tomo Sinodale di condanna a Barlaam, che risente dell'influsso gregoriano, dichiara significativamente: 
La Chiesa, quale comunità dei santi divinizzati, rappresenta la garanzia del retto cammino. Gregorio afferma: 
(Gregorio Palamas)
La funzione sacerdotale, nella Chiesa, ha un ruolo medicinale. Il sacerdote, oltre ad amministrare le medicine della Grazia, ossia i sacramenti, dev'essere in grado di conoscere il cammino che porta a Dio, e precedere i fedeli in esso. In caso contrario, come affermerebbe pure Simeone il Nuovo Teologo, non trasmette il carisma apostolico.
Il suo ruolo non è, dunque, di puro insegnamento ma di testimonianza vivente. 
Questo concetto carismatico di Chiesa fa appello all'esperienza nel santo. Ed è per questo che la Chiesa non è espressione di una semplice democrazia, di una convenzione formale o di una maggioranza umana. Gregorio Palamas, anche quando ha tutto il mondo contro e vive rinchiuso in prigione, sente di appartenere alla Chiesa, non meno di come vi appartenevano Massimo il Confessore avverso al monotelitismo o Atanasio d'Alessandria avverso all'arianesimo.
Il concetto monastico e carismatico di Chiesa espresso da Palamas influisce fortemente ancor oggi nell'Oriente cristiano mentre l'Occidente esprime un concetto piuttosto istituzionale e legale.

## Gli studi su Palamas
Come scrisse Jean Meyendorff: 
Meyendorff ammise che, ciononostante, la Chiesa ortodossa era riuscita a conservare la sua spiritualità monastica e la sua liturgia. Nel frattempo, pure l'ortodossia russa si lasciò influenzare dalla cultura occidentale piuttosto che da quella bizantina tradizionale. Di conseguenza, in Occidente ben poche persone s'interessarono all'eredità culturale bizantina. Tra il XVII e il XVIII secolo emergono solo le pubblicazioni dei padri Mauristi che, con la patrologia greca, riuscirono a superare quelle del vescovo Dositeo di Gerusalemme e del monaco Nicodemo l'Agiorita (che pubblicò a Venezia la Filocalia).
Al momento in cui Meyendorff, il più grande riscopritore di Gregorio Palamas, scriveva (attorno al 1950), almeno tre quarti delle opere dell'arcivescovo di Tessalonica erano inedite. Meyendorff iniziò il suo lavoro analizzando gli studi di coloro che lo precedettero: Jean Boivin (XVII sec.), Porfirij Uspenskij, Polihronij Syrku (XIX sec.), Mons. Louis Petit, Martin Jugie, Vitalien Laurent, Rodolphe Guilland, Raymond-Joseph Loenertz, Giovanni Schirò (XX sec.). Egli esaminò pure gli studi di Cipriano Kern e del padre romeno Dumitru Stăniloae.
Tra tutti questi passati eruditi spiccava Martin Jugie. Nonostante il suo pensiero non fosse né esaustivo né esemplare, apportò diversi chiarimenti di cui beneficò lo stesso Meyendorff. Quest'ultimo, evitando le polemiche, cercò di fugare le precomprensioni basandosi sugli scritti palamiti. Demolì, in particolare, l'accusa di Jugie secondo la quale Palamas avrebbe "abusato dell'autorità dei Padri" e si fosse ispirato, piuttosto, a concezioni di tipo platonico. Meyendorff cercò di porre delle conclusioni su due livelli distinti: quello della storia e quello della dottrina. Storicamente Palamas, anche se utilizzava dei termini innovativi, fu ritenuto in linea con la dottrina patristica dalla maggioranza dei suoi contemporanei. Dogmaticamente, la controversia palamita è uno sviluppo degli insegnamenti patristico-greci, formulata progressivamente, man mano che la controversia conduceva Palamas ad affrontare i suoi oppositori.
Dal periodo di Meyendorff, morto il 22 giugno 1992, ci sono stati alcuni approfondimenti. Un approfondimento particolarmente importante è quello stabilito da Amphilokios Radovic che nel 1991 presentò uno studio su Il mistero della santa Trinità in san Gregorio Palamas. In questo lavoro lo studioso serbo ricollocò il pensiero gregoriano nella sua giusta prospettiva: le energie divine alle quali il credente partecipa, sono energie che lo mettono in comunione con tutta la Trinità, non con un Dio impersonale. Poteva esserci il rischio d'interpretarlo in quest'ultima maniera se ci si fosse fermati solo sugli scritti di Meyendorff leggendoli parzialmente e superficialmente. D'altra parte, lo studioso russo non ha mai affermato nei suoi lavori l'esistenza d'un rapporto impersonale tra Dio e l'uomo. Dovette concentrarsi sulla questione delle energie divine perché era necessitato a rispondere e a motivarle davanti a chi le contestava.
Attualmente esistono anche studiosi “antipalamiti”. Uno studioso accesamente antipalamita, ossia molto polemico nei riguardi della teologia gregoriana, è Juan Nadal Cañellas. Un altro studioso antipalamita, ma assai più moderato, è il vescovo cappuccino Yanni Spiteris.
In Italia alcuni studiosi si sono interessati a Gregorio Palamas: Renato D'Antiga e, più particolarmente, Antonio Rigo. Quest'ultimo ha anche presentato degli studi nei quali ha definito con più precisione la data della morte del santo.
In Grecia, nelle facoltà teologiche, c'è un grande ossequio per la dottrina palamita ma non pare esistano nuovi approfondimenti, ad eccezione dei lavori passati di alcuni grandi docenti, Panagiotis Christou e Georgios Mantzaridis. In Francia possiamo trovare degli articoli o studi sintetici riguardo Palamas in autori come Jean-Claude Larchet e Joost Van Rossum.

## Hanno scritto su di lui
(Radovic Amphilokios)